# 阿部良之
阿部良之（日语：／ Abe Yoshiyuki，1969年8月15日—），日本男子自行车运动员。他曾代表日本参加1994年、1998年和2006年亚洲运动会自行车比赛，获得一枚铜牌。他也曾参加2000年夏季奥林匹克运动会。